# Aéroport des Asturies

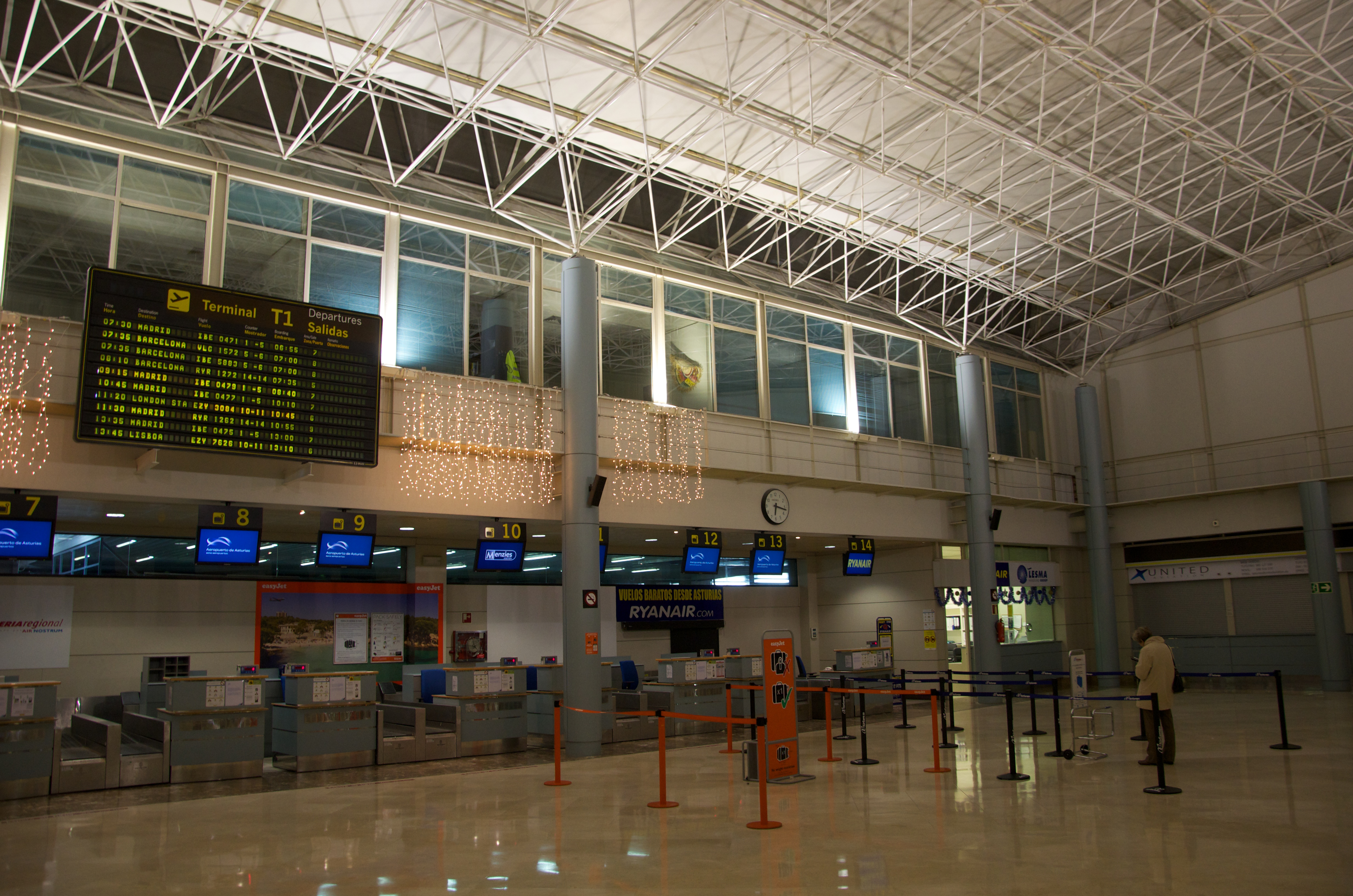
Comptoirs d'enregistrement

L'aéroport des Asturies (code IATA : OVD • code OACI : LEAS) est l'unique aéroport international des Asturies en Espagne. Son activité est essentiellement domestique, et occasionnellement l'aéroport accueille des vols saisonniers internationaux. En 2012, l'aéroport a reçu 1 309 640 passagers.
L'aéroport est situé dans la paroisse de Santiago del Monte, municipalité de Castrillón, à 15 km d'Avilés, 40 km de Gijón et 47 km de la capitale des Asturies, Oviedo.

## Histoire
L'aéroport est inauguré le 11 juin 1968. La première ligne commerciale le relie à Madrid.
Deux phases importantes de rénovations ont eu lieu, la première au début des années 1980 avec l’agrandissement du tarmac et l’amélioration du terminal (comptoirs d'enregistrement, cafeteria), puis en 2003, avec l'agrandissement du terminal.

## Situation
| \| 100 km1:11 216 000 \| Alicante Almería Andorre Badajoz Barcelone Bilbao Burgos León Castellón · de la Plana Ceuta Gérone Grenade Ibiza Jerez La Corogne Lleida Logroño Madrid Málaga Melilla Minorque Murcie Oviédo Palma de · Majorque Pampelune Reus Sabadell Saint-Jacques Saint-Sébastien Salamanque Santander Saragosse Séville Valence Valladolid Vigo Vitoria |
| 100 km1:11 216 000 |

Voir les Îles Canaries

## Statistiques
Pour des raisons techniques, il est temporairement impossible d'afficher le graphique qui aurait dû être présenté ici.

Voir la requête brute et les sources sur Wikidata.

## Compagnies aériennes et destinations
| Compagnies      | Destinations |
| --------------- | --- |
| Binter Canarias | Las Palmas/Gran Canaria, Ténériffe-Nord |
| Iberia          | Madrid-Barajas, Palma de Majorque En saison : Las Palmas/Gran Canaria, Ténériffe-Nord |
| Iberia Express  | En saison: Las Palmas/Gran Canaria, Ténériffe-Nord, Valence |
| Lufthansa       | En saison: Francfort, Munich-F. J. Strauß |
| Ryanair         | Charleroi Bruxelles-Sud, Dublin, Londres-Stansted, Rome Léonard-de-Vinci/Fiumicino, Weeze |
| Volotea         | - Alicante-Elche, - Barcelone-El Prat, - Lisbonne-H. Delgado, - Malaga-Costa del Sol, - Palma de Majorque, - Séville-San Pablo, - Ténériffe-Sud Reine Sofia, - Valence En saison : - Fuerteventura, - Grenade-F. García-Lorca, - Ibiza, - Lanzarote-Arrecife, - Las Palmas/Gran Canaria, - Minorque-Mahón, - Région de Murcie, - Venise - Marco Polo |
| Vueling         | - Alicante-Elche, - Amsterdam, - Barcelone-El Prat, - Lanzarote-Arrecife, - Las Palmas/Gran Canaria, - Londres-Gatwick, - Malaga-Costa del Sol, - Palma de Majorque, - Paris-Orly, - Séville-San Pablo, - Ténériffe-Nord En saison : Ibiza |

Édité le 04/02/2020  Actualisé le 16/04/2023

## Transports au sol
- Route - L'accès à l'aéroport se fait par l'autoroute A-8 et par la nationale N-632.
- Bus - la compagnie de bus Alsa relie l'aéroport aux villes d'Avilés, Gijón et Oviedo.
- Taxis - Disponibles sur le site de l'aéroport.